# 海登赖希施泰因城堡

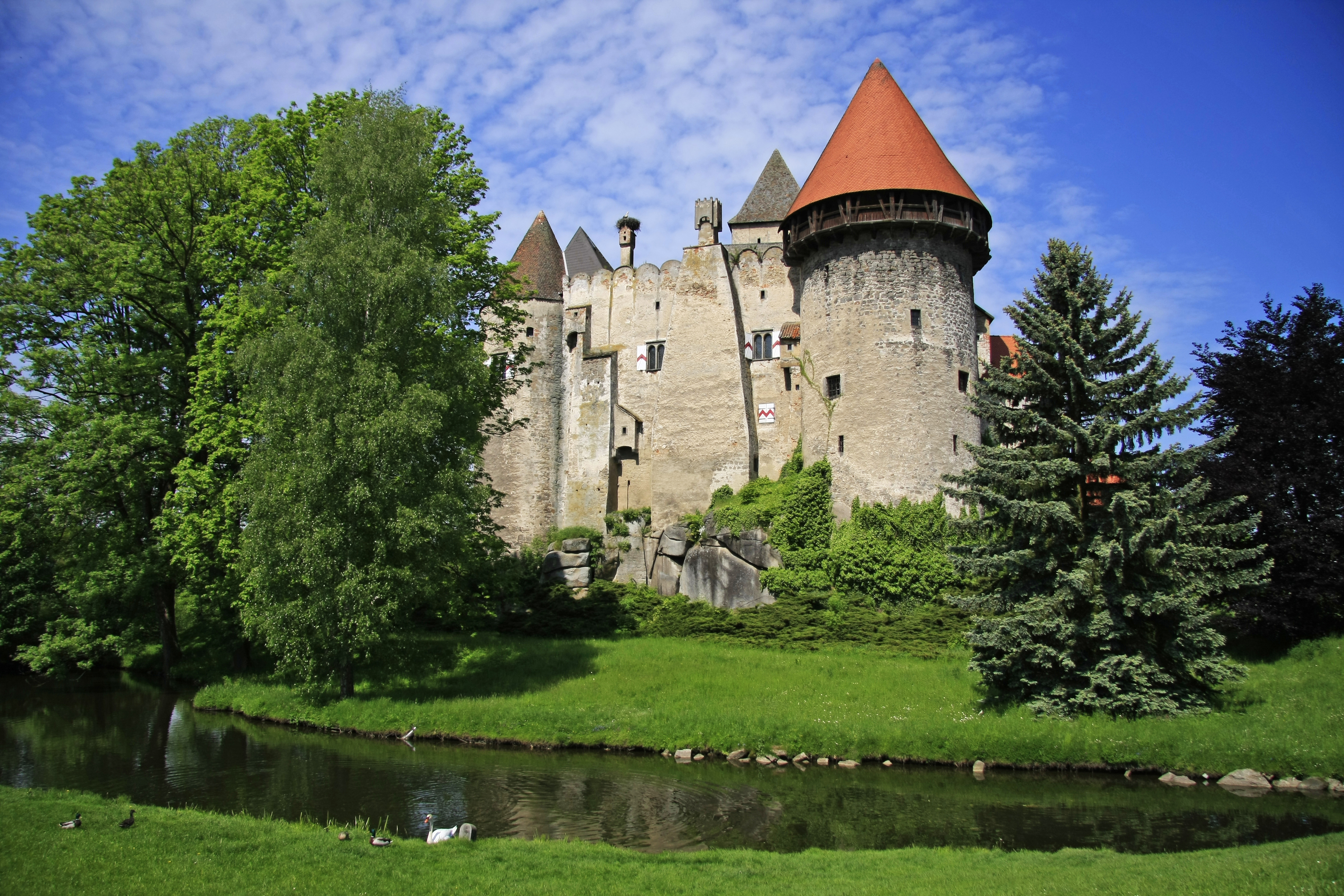

海登賴希施泰因城堡（Burg Heidenreichstein）是奧地利下奧地利州的一座城堡。伯格海登賴希施泰因海拔556米。城堡最古老的部分可以追溯到12世紀。這座城堡最近由金斯基家族（House of Kinsky）繼承。